# Estnische Fußballnationalmannschaft (U-17-Juniorinnen)
Die estnische U-17-Fußballnationalmannschaft der Frauen repräsentiert Estland im internationalen Frauenfußball. Die Nationalmannschaft untersteht dem Eesti Jalgpalli Liit und wird seit Februar 2020 von Aleksandra Ševoldajeva trainiert.
Die Mannschaft wurde 2007 gegründet und nimmt seither an der Qualifikation zur U-17-Europameisterschaft für Estland teil. Bislang ist es dem Team jedoch nie gelungen, sich für eine EM-Endrunde zu qualifizieren. Im Jahr 2023 wird die estnische U-17-Auswahl als Gastgeber erstmals an einer Europameisterschafts-Endrunde teilnehmen. Ansonsten belegte Estland in der Vergangenheit zumeist sieglos den letzten Platz in der ersten Qualifikationsrunde.

## Turnierbilanz

### Weltmeisterschaft
| Jahr   | Gastgeber           | Platzierung        |
| ------ | ------------------- | ------------------ |
| 2008   | Neuseeland          | nicht qualifiziert |
| 2010   | Trinidad und Tobago | nicht qualifiziert |
| 2012   | Aserbaidschan       | nicht qualifiziert |
| 2014   | Costa Rica          | nicht qualifiziert |
| 2016   | Jordanien           | nicht qualifiziert |
| 2018   | Uruguay             | nicht qualifiziert |
| 2021 1 | Indien 1            | – 1                |
| 2022   | Indien              | nicht qualifiziert |

### Europameisterschaft
| Jahr   | Gastgeber               | Platzierung            |
| ------ | ----------------------- | ---------------------- |
| 2008   | Schweiz                 | 1. Qualifikationsrunde |
| 2009   | Schweiz                 | 1. Qualifikationsrunde |
| 2010   | Schweiz                 | 1. Qualifikationsrunde |
| 2011   | Schweiz                 | 1. Qualifikationsrunde |
| 2012   | Schweiz                 | 1. Qualifikationsrunde |
| 2013   | Schweiz                 | 1. Qualifikationsrunde |
| 2014   | England                 | 1. Qualifikationsrunde |
| 2015   | Island                  | 1. Qualifikationsrunde |
| 2016   | Belarus                 | 1. Qualifikationsrunde |
| 2017   | Tschechien              | 1. Qualifikationsrunde |
| 2018   | Litauen                 | 1. Qualifikationsrunde |
| 2019   | Bulgarien               | 1. Qualifikationsrunde |
| 2020 2 | Schweden 2              | – 2                    |
| 2021 2 | Färöer 2                | – 2                    |
| 2022   | Bosnien und Herzegowina | Liga B 3               |
| 2023   | Estland                 | Vorrunde               |